# 王淑英 (社会学家)
王淑英（英語：Wong Shuk-Ying，？—）是一名香港社會學家，目前擔任香港中文大學協理副校長以及社會學系教授，2021年6月起亦擔任敬文書院院長。
早年就讀利物浦大學，後來於史丹佛大學取得博士學位，期間曾擔任北京師範大學同南開大學講師，1997年起加入香港中文大學。她的立場偏向親建制派，為團結香港基金研究諮詢委員會8人的其中之一人，又曾經表示《港區國安法》不會影響大學學術和言論自由。